# Vonetta Flowers
Vonetta Flowers (Birmingham (Alabama), 29 oktober 1973) is een Amerikaans voormalig bobsleeremmer. 

## Loopbaan
Flowers werd samen met piloot Jill Bakken de eerste vrouwelijke olympische kampioenen bij het bobsleeën. Nadat Bakken gestopt was, stapte Flowers over naar de bob van Jean Racine-Prahm samen wonnen ze in 2004 de zilveren medaille tijdens de wereldkampioenschappen. Flowers behaalde tijdens de spelen van 2006 de zesde plaats.

## Resultaten

### Olympische Winterspelen
| Jaar | Plaats         | Resultaten           |
| ---- | -------------- | -------------------- |
| 2002 | Salt Lake City | in de tweemansbob    |
| 2006 | Turijn         | 6e in de tweemansbob |

### Wereldkampioenschappen
| Jaar | Plaats    | Resultaten        |
| ---- | --------- | ----------------- |
| 2004 | Königssee | in de tweemansbob |

2002: Jill Bakken / Vonetta Flowers ·
2006: Sandra Kiriasis / Anja Schneiderheinze ·
2010: Kaillie Humphries / Heather Moyse ·
2014: Kaillie Humphries / Heather Moyse ·
2018: Mariama Jamanka / Lisa Buckwitz ·
2022: Laura Nolte / Deborah Levi